# Um Mitternacht (Bruckner, 1864)
Um Mitternacht, WAB 89, ist ein weltliches Chorwerk, das 1864 von Anton Bruckner komponiert wurde.

## Geschichte
Bruckner komponierte das Stück nach einem Text von Robert Prutz am 12. April 1864 für die Linzer Liedertafel Sängerbund. Das Stück wurde am 11. Dezember 1864 vom Sängerbund im Redoutensaal unter Bruckners Leitung aufgeführt. Das Werk, dessen Originalhandschrift sich in der Österreichischen Nationalbibliothek befindet, wurde erstmals 1911 von Viktor Keldorfer (Universal Edition) herausgegeben, zusammen mit der nächsten Vertonung (Um Mitternacht, WAB 90) und das andere „Mitternachtslied“ Mitternacht, WAB 80. Es erscheint in Band XXIII/2, Nr. 17 der Gesamtausgabe.

## Text
Um Mitternacht verwendet einen Text von Robert Prutz.
Um Mitternacht, in ernster Stunde,

Tönt oft ein wundersamer Klang.

’s ist wie aus liebem Muttermunde

Ein freundlich tröstender Gesang.

In süßen, unbelauschten Tränen

Löst er des Herzens bange Pein,

Und alles unmutvolle Sehnen

Und allen Kummer wiegt er ein.

Als käm’ der Mai des Lebens wieder,

Regt sich’s im Herzen wunderbar:

Da quillen Töne, keimen Lieder,

Da wird die Seele jung und klar.

So tönet oft das stille Läuten,

Doch ich versteh’ die Weise nie,

Und nur mitunter möcht’ ich’s deuten,

Als wär’s der Kindheit Melodie.

## Musik
Das 56 Takte lange Werk in f-Moll ist für Männerchor, Altsolist und Klavier. In Strophe 1 bildet die f-Moll-Tonart den mystischen Hintergrund, aus dem der Männerchor, begleitet von Fermate und Unisono-Linien des Klaviers in leeren Quinten hervortritt. Die Strophen 2 und 3 werden vom Altsolisten mit Begleitung des Chores gesungen. In Strophe 4 wird die Melodie von Strophe 1 noch einmal vom Chor und dem Solisten gesungen. Die Takte 14–16 (Ende der Strophe 1) und 27–34 (Strophe 3) werden a cappella gesungen. Das Lied endet pianissimo mit dem Klavier.
In der ersten Ausgabe von 1911 schrieb Keldorfer „Das Zaubrische der Mondscheinpoesie scheint Bruckners sensibele Natur ganz besonders gefangen genommen zu haben. Im Bann solch traumhaft mystischer Stimmungen schuf er drei Mitternachts-Chöre“.

## Diskografie
Um Mitternacht, WAB 89, ist eines der populärsten weltlichen Chorwerke Bruckners. Die erste Aufnahme stammt von Robert Kühbacher mit den Wiener Sängerknaben und Robert Kühbacher (Klavier) im Jahr 1955 – LP: Philips N 00726 R
Eine Auswahl der ca. 10 weiteren Aufnahmen:
- Hubert Günther, Ingrid Günther (Alt), Männergesangverein Concordia Hamm, Willy Nölling (Klavier), Musik im Schloss – LP: Garnet G 40 107, c. 1976
- Guido Mancusi, Julia Bernheimer (Alt), Chorus Viennensis, Walter Lochmann (Klavier), Musik, du himmlisches Gebilde! – CD: ORF CD 73, 1995
- Thomas Kerbl, Katrin Wundsam (Alt), Männerchorvereinigung Bruckner 08, Mariko Onishi (Klavier), Anton Bruckner – Männerchöre – CD: LIVA027, 2008
- Jan Schumacher, Alison Browner (Mezzosopran), Camerata Musica Limburg, Andreas Frese (Klavier) Serenade. Songs of night and love – CD: Genuin GEN 12224, 2011
- Markus Stumpner, Erinnerung - Bruckner in St. Florian, St. Florianer Sängerknaben – CD : Solo Musica SM 450, 2024